# Одунайо Адекуороє
Одунайо Фоласейд Адекуороє (англ. Odunayo Folasade Adekuoroye; нар. 12 жовтня 1993, Акуре, штат Ондо) — нігерійська борчиня вільного стилю, срібна та триразова бронзова призерка чемпіонатів світу, семииразова чемпіонка та срібна призерка чемпіонатів Африки, триразова чемпіонка Африканських ігор, триразова чемпіонка Ігор Співдружності, дворазова чемпіонка Ігор ісламської солідарності, учасниця двох Олімпійських ігор.

## Біографія
Боротьбою почала займатися з 2010 року. Від самого початку тренується під керівництвом Акуха П'юріті.
За фахом працівник уряду.

## Спортивні результати на міжнародних змаганнях

### Виступи на Олімпіадах
| Змагання                    | Збірна  | Вагова категорія          | Місце |
| --------------------------- | ------- | ------------------------- | ----- |
| Літні Олімпійські ігри 2016 | Нігерія | жіноча боротьба, до 53 кг | 16    |
| Літні Олімпійські ігри 2020 | Нігерія | жіноча боротьба, до 57 кг | 13    |

### Виступи на Чемпіонатах світу
| Змагання                        | Збірна  | Вагова категорія          | Місце  |
| ------------------------------- | ------- | ------------------------- | ------ |
| Чемпіонат світу з боротьби 2015 | Нігерія | жіноча боротьба, до 53 кг | Бронза |
| Чемпіонат світу з боротьби 2017 | Нігерія | жіноча боротьба, до 55 кг | Срібло |
| Чемпіонат світу з боротьби 2018 | Нігерія | жіноча боротьба, до 57 кг | 9      |
| Чемпіонат світу з боротьби 2019 | Нігерія | жіноча боротьба, до 57 кг | Бронза |
| Чемпіонат світу з боротьби 2023 | Нігерія | жіноча боротьба, до 57 кг | Бронза |

### Виступи на Чемпіонатах Африки
| Змагання                         | Збірна  | Вагова категорія          | Місце  |
| -------------------------------- | ------- | ------------------------- | ------ |
| Чемпіонат Африки з боротьби 2014 | Нігерія | жіноча боротьба, до 53 кг | Срібло |
| Чемпіонат Африки з боротьби 2016 | Нігерія | жіноча боротьба, до 55 кг | Золото |
| Чемпіонат Африки з боротьби 2017 | Нігерія | жіноча боротьба, до 55 кг | Золото |
| Чемпіонат Африки з боротьби 2018 | Нігерія | жіноча боротьба, до 57 кг | Золото |
| Чемпіонат Африки з боротьби 2019 | Нігерія | жіноча боротьба, до 57 кг | Золото |
| Чемпіонат Африки з боротьби 2020 | Нігерія | жіноча боротьба, до 57 кг | Золото |
| Чемпіонат Африки з боротьби 2022 | Нігерія | жіноча боротьба, до 59 кг | Золото |
| Чемпіонат Африки з боротьби 2024 | Нігерія | жіноча боротьба, до 57 кг | Золото |

### Виступи на Африканських іграх
| Змагання              | Збірна  | Вагова категорія          | Місце  |
| --------------------- | ------- | ------------------------- | ------ |
| Африканські ігри 2015 | Нігерія | жіноча боротьба, до 53 кг | Золото |
| Африканські ігри 2019 | Нігерія | жіноча боротьба, до 57 кг | Золото |
| Африканські ігри 2023 | Нігерія | жіноча боротьба, до 57 кг | Золото |

### Виступи на Іграх Співдружності
| Змагання                | Збірна  | Вагова категорія          | Місце  |
| ----------------------- | ------- | ------------------------- | ------ |
| Ігри Співдружності 2014 | Нігерія | жіноча боротьба, до 53 кг | Золото |
| Ігри Співдружності 2018 | Нігерія | жіноча боротьба, до 57 кг | Золото |
| Ігри Співдружності 2022 | Нігерія | жіноча боротьба, до 57 кг | Золото |

### Виступи на Іграх ісламської солідарності
| Змагання                          | Збірна  | Вагова категорія          | Місце  |
| --------------------------------- | ------- | ------------------------- | ------ |
| Ігри ісламської солідарності 2017 | Нігерія | жіноча боротьба, до 55 кг | Золото |
| Ігри ісламської солідарності 2022 | Нігерія | жіноча боротьба, до 59 кг | Золото |

### Виступи на інших змаганнях
| Змагання                                   | Збірна  | Вагова категорія                 | Місце  |
| ------------------------------------------ | ------- | -------------------------------- | ------ |
| Золотий Гран-прі з боротьби 2015           | Нігерія | жіноча боротьба, до 53 кг        | Бронза |
| Pro Wrestling League 2015                  | Нігерія | команда                          | Золото |
| Гран-прі Іспанії з боротьби 2016           | Нігерія | жіноча боротьба, до 53 кг        | Бронза |
| Золотий Гран-прі з боротьби 2016           | Нігерія | жіноча боротьба, до 55 кг        | Золото |
| Pro Wrestling League 2018                  | Нігерія | команда                          | 5      |
| Beat the Streets 2018                      | Нігерія | Multiple Style Event, до LF57 кг | Срібло |
| Турнір Дана Колова — Николи Петрова 2019   | Нігерія | жіноча боротьба, до 57 кг        | Бронза |
| Турнір Яшара Догу 2019                     | Нігерія | жіноча боротьба, до 57 кг        | Золото |
| Меморіал Маттео Пелліконе 2020             | Нігерія | жіноча боротьба, до 57 кг        | Золото |
| Відкритий чемпіонат Польщі з боротьби 2021 | Нігерія | жіноча боротьба, до 57 кг        | Золото |
| Меморіал Маттео Пелліконе 2022             | Нігерія | жіноча боротьба, до 59 кг        | Бронза |
| Гран-прі Іспанії з боротьби 2024           | Нігерія | жіноча боротьба, до 59 кг        | 7      |